# Рольф Дау
Рольф Дау (нім. Rolf Dau; 1 квітня 1906, Шарлоттенбург — ?) — німецький офіцер-підводник, фрегаттен-капітан крігсмаріне.

## Біографія
1 квітня 1926 року вступив на флот. З 32 серпня 1935 по 27 вересня 1936 року — командир підводного човна U-5, з 28 грудня 1936 по 8 листопада 1938 року — U-31, з 15 липня 1939 року — U-42. 2 жовтня 1939 року вийшов у свій перший і останній похід. 13 жовтня пошкодив британський торговий пароплав Stonepool водотоннажністю 4803 тонни з конвою OB-17, який перевозив 6600 тонн вугілля і генеральних вантажів; ніхто з британців не постраждав. Того ж дня U-42 був атакований глибинними бомбами британських есмінців «Аймоген» та «Айлекс», які прибули на сигнал тривоги з пароплава, і затонув. 26 людей загинули і 20 (включаючи Дау) встигли врятуватися та були взяті у полон британськими екіпажами.

## Звання
- Кандидат в офіцери (1 квітня 1926)
- Морський кадет (26 жовтня 1926)
- Фенріх-цур-зее (1 квітня 1928)
- Оберфенріх-цур-зее (1 травня 1930)
- Лейтенант-цур-зее (1 жовтня 1930)
- Оберлейтенант-цур-зее (1 квітня 1933)
- Капітан-лейтенант (1 квітня 1936)
- Корветтен-капітан (1 квітня 1941)
- Фрегаттен-капітан (1 січня 1945)

## Нагороди
- Медаль «За вислугу років у Вермахті» 4-го і 3-го класу (12 років)